# Pablo Heras-Casado
Pablo Heras-Casado (Granada, 21 de noviembre de 1977) es un director de orquesta español. Su carrera comprende una gama de repertorio muy amplia, abarcando desde música antigua hasta composiciones de vanguardia.  
Es director invitado de las principales orquestas de referencia mundial así como director principal invitado del Teatro Real de Madrid desde 2014. Es director laureado de la Orchestra of St. Luke's de Nueva York, conjunto del que fue director principal entre 2011 y 2017. En las ediciones de 2018 y 2019 ha sido director del Festival Internacional de Música y Danza de Granada. En 2021, recibió el premio de Artista del Año en los International Classical Music Awards (ICMA). Ha sido el primer director musical español en dirigir en el Teatro de Bayreuth (2023 y 2025). En 2024 fue distinguido como Director del Año por la revista Opernwelt. 

## Biografía

### Inicios
Pablo Heras Casado nació el 21 de noviembre de 1977 en Granada. Hijo de un oficial de policía y una ama de casa, estudió en el centro Juan XXIII del Zaidín. Comenzó a cantar en el coro escolar a los siete años y con lecciones de piano a los nueve años. Prosiguió su formación musical en el Real Conservatorio Superior de Música "Victoria Eugenia" de su ciudad natal, y estudió dirección orquestal con Harry Christophers y Christopher Hogwood, completando su educación con historia del arte en la Universidad de Granada.
Interesado en la música antigua, fundó en 1994 el Ensemble vocal Capella Exaudi (luego, La Cantoría), destacándose en la interpretación de compositores barrocos y renacentistas como Agustín Contreras, Juan Manuel de la Puente, Rodrigo de Ceballos, Santos de Aliseda, Jerónimo de Aliseda, Luis de Aranda y Tomás Luis de Victoria. Asimismo, fue integrante del grupo vocal granadino Parodiae Musica. Dirigió su primer concierto en 1995 con apenas dieciocho años, celebrando en 2020 su veinticinco aniversario como director. 
Ha sido el fundador de la Orquesta Barroca de Granada y del Ensemble Sonóora para música contemporánea. Debutó en la iglesia de San Ildefonso de Granada dirigiendo música de Tomás Luis de Victoria, Francisco Guerrero y Cristóbal de Morales; además recibió el Premio Nacional por su composición La mitad de la verdad está en los ojos. Muy joven, recibió el encargo de dirigir la capilla musical Los Extravagantes y, posteriormente, fue invitado a dirigir la Orquesta Ciudad de Granada. Entre 2003 y 2005 fue director titular de la Coral Belles Arts de Sabadell, debutando asimismo al frente de la Orquestra de Girona.

### Primeros proyectos
En 2004 Pablo Heras Casado fue uno de los tres directores seleccionados por Daniel Barenboim para la orquesta West-Eastern Divan Orchestra. Fundó las Clases Magistrales de Dirección Coral en Murcia, que impartió junto con Harry Christophers, y cuya dirección artística asumió durante dos años.
Entre 2005 y 2006 dirigió muchas de las orquestas más importantes de España, incluyendo la Orquesta Sinfónica de Galicia, la Orquesta Sinfónica de Murcia y la Orquestra de Girona, esta última como director principal (puesto que ocupó hasta 2008).
En 2006 fue nombrado director asistente tanto de la Deutsche Oper Berlin como de la Ópera de París. Junto con la EuropaChorAkademie llevó a cabo una gira por Alemania ese mismo año.
En 2007 le fue concedido el premio al mejor director de la Competición del Festival de Lucerna por su labor ante Gruppen de Karlheinz Stockhausen; el jurado incluyó a Pierre Boulez y Peter Eötvös. Sus debuts en este año incluyeron la Orquesta Metropolitana de Lisboa, la Orquesta Filarmónica de Luxemburgo, la Orquesta Sinfónica de la Radio Sueca y el Melk Barocktage. 
En 2008 debutó en Estados Unidos con el Ensemble ACJW en Carnegie Hall, con Los Ángeles Philharmonic y con la New World Symphony en Miami Beach. Presentó el estreno absoluto del ballet de Marc-Oliver Dupin Les enfants du paradis en la Opéra National de Paris, y llevó a cabo su debut con la LA Philharmonic, la Orchestre National de Lyon y la Orchestre National de Bordeaux.
En 2009 Heras Casado se embarcó en diversos proyectos operáticos, tales como La Périchole de Jacques Offenbach con la Opéra National de Bordeaux y L’isola disabitata de Pietro Metastasio con la Compañía Teatro Príncipe, este último grabado por vez primera. Ese año hizo su debut con la BBC Philharmonic, la BBC Symphony Orchestra, Orchestre Philharmonique de Radio France, NHK Symphony Orchestra, Klangforum Wien, St. Paul Chamber Orchestra, Collegium Novum Zürich y Tonhalle Orchestre Zürich.
Pablo Heras Casado se ganó un reconocimiento adicional cuando recibió en el año 2010, el premio "Ojo Crítico" de Radio Clásica/RTVE. Ese año, el repertorio operático tuvo también cabida en su carrera: dirigió L’elisir d’amore con la English National Opera, Rigoletto con la Welsh National Opera y Rise and Fall of the City of Mahagonny en el Teatro Real de Madrid. Hizo su debut orquestal con la Dresden Staatskapelle, San Francisco Symphony, Deutsches Symphonie-Orchester Berlin, City of Birmingham Symphony Orchestra, Cleveland Orchestra, Seattle Symphony y Residentie Orkest. Fue además uno de los directores participantes en el Festival Mostly Mozart de Nueva York.

### Consolidación de su carrera internacional
En el año 2011 fue nombrado director principal de la Orchestra of St. Luke's por un periodo de cuatro años. Ese mismo año hizo su debut con la Orquesta Filarmónica de Berlín, la Boston Symphony Orchestra, la Orquesta Filarmónica de Róterdam y la Chicago Symphony Orchestra, entre otras.
En 2012 le fue otorgada la Medalla de Honor de la Fundación Rodríguez Acosta, premio que anteriormente recibieron figuras como Manuel de Falla y Andrés Segovia. En febrero de 2012 Pablo Heras Casado hizo su debut con el Ensemble Intercontemporain en París. Ese año dirigió, entre otras, la Mahler Chamber Orchestra, New World Symphony, Cincinatti Symphony Orchestra, NDR Sinfonieorchester, y la Staatskapelle Berlin. Dirigió entonces por primera vez el Festival de Salzburgo y el Festspielhaus Baden-Baden, este último con L’elisir d’amore. Hizo también un tour europeo con la Freiburger Barockorchester, con conciertos en Lisboa, St. Pölten, Friburgo, Stuttgart y Berlín.
En el año 2013 dirigió por primera vez la Orquesta Filarmónica de Múnich, la Orquesta del Mozarteum de Salzburgo, la Orquesta de la Gewandhaus de Leipzig. Debutó en el Metropolitan Opera House, con Rigoletto. En el mes de diciembre recibió el premio al Mejor director del Año, por la prestigiosa revista Musical America, y dirigió la Novena Sinfonía de Beethoven en los conciertos de Fin de Año y Año Nuevo con la Staatskapelle Berlin, por invitación expresa de Daniel Barenboim.
En marzo de 2014 vio la luz una nueva grabación con el sello harmonia mundi, en la que Heras Casado dirigió la Sinfonía n.º 2 de Mendelssohn, con la Symphonieorchester des Bayerischen Rundfunks. En octubre de ese año fue director de orquesta en el Metropolitan Opera con Carmen de Georges Bizet. 
Nombrado Director del Año por Musical América en 2014, Pablo Heras-Casado ostenta la Medalla de Honor de la Fundación Rodríguez Acosta y el reconocimiento del gobierno andaluz como Embajador de Andalucía. Es Embajador Honorario y Medalla de Oro al Mérito por el Ayuntamiento de su ciudad natal, Granada, así como Ciudadano Honorario de la Provincia del mismo nombre.
Entre febrero y marzo de 2015 se embarcó en el proyecto El público (ópera), una obra del poeta Federico García Lorca, adaptada al libreto por Andrés Ibáñez y puesta en música para ópera por Mauricio Sotelo. Fue representada en el Teatro Real de Madrid.
En el año 2016 dirigió por primera vez la Orquesta Filarmónica de Viena y la Orquesta Sinfónica de la Radio Sueca.
En 2018, fue distinguido como “Caballero de la Orden de las Artes y las Letras” (Chevalier de l'Ordre des Arts et des Lettres) del gobierno francés, así como "Embajador Solidario 2019" de la Fundación Ayuda en Acción.
En la temporada 2018/19 fue Artista Destacado de la serie NTR Matinee en el Het Concertgebouw de Ámsterdam, dirigiendo a la Radio Filharmonisch Orkest, la Freiburger Barockorchester y la Mahler Chamber Orchestra. Entre sus proyectos especiales estuvo la apertura del año Berlioz con su Gran Messe des Morts junto a la Orchestre de Paris en la Philharmonie, así como un ciclo completo de las sinfonías de Schumann con la Münchner Philharmoniker. En enero de 2019, Heras-Casado dirigió Das Rheingold de Wagner en el Teatro Real de Madrid, iniciando así su primer ciclo completo de El Anillo que abarca cuatro temporadas consecutivas.
El concierto del 9 de junio de 2019 marcó su 1000º concierto, celebrado al frente de la Karajan-Akademie der Berliner Philharmoniker y la soprano Nika Gorič en la Berliner Philharmonie.
A comienzos de ese año dirigió la Orquesta Joven de Andalucía (OJA) para celebrar el 15.º aniversario de la Fundación Barenboim-Said y el 25.º aniversario de la OJA, ambos proyectos vinculados a la Consejería de Cultura de Andalucía; posteriormente dirigió ‘’Die Walküre’’ de Wagner en la segunda entrega del ciclo del Anillo en el Teatro Real de Madrid y evocando a Schubert y Bruckner con la Orquesta Sinfónica de Madrid.
Realizó el «XVIII Concierto Homenaje a las víctimas del terrorismo» antes del confinamiento el día 10 de marzo de 2020 en el Auditorio Nacional de Música de Madrid con la Orquesta Sinfónica y el Coro de RTVE, que se realizó sin público y se retransmitió en línea. Sufrió numerosas cancelaciones de conciertos debido al COVID-19 y retomó su actividad en junio con la grabación y posterior retransmisión del Concierto para piano, violín, violoncello y orquesta en Do. Mayor, op.56 de Beethoven. Se unió entonces al programa Sinfonía de la mañana de Radio Clásica  como colaborador habitual. Dirigió por sexto año consecutivo el concierto Acordes con Solidaridad en el Teatro Real, por primera vez en directo por streaming. Tras el verano debutó en Noruega con la Orquesta Filarmónica de Bergen y la Orquesta Sinfónica de Stavanger. 
Celebró nuevos lanzamientos junto con el sello harmonia mundi: Piano Concertos No. 2 & 5 «Emperador» Piano Concerto No.4 & Overtures 9ª Sinfonía y Fantasía Coral todas ellas de Beethoven y junto con el pianista Kristian Bezuidenhout y la Freiburger Barockorchester.
Recibió tres premios japoneses Record Academy Awards otorgados por la revista Record Geijutsu por algunos de sus últimos últimos discos: en la Categoría «Symphony» por el disco que contiene la Sinfonía n.º 9  &Choral Fantasy de Beethoven, en la Categoría «Orchestra» por el disco que contiene El Sombrero de Tres Picos y El Amor Brujo de Manuel de Falla y en la Categoría «Concerto» por el disco de Beethoven que contiene el Piano Concerto n.º 4 & Overtures.

## Premios y reconocimientos
- 2007 - Ganador del premio en la competición de director de orquesta en el Festival de Lucerna, Suiza por Gruppen de Stockhausen.[27]
- 2010 - Premio "El ojo crítico" a mejor artista de música clásica en Radio Clásica de RTVE, España.[28]
- 2011 - Premio Diapason d'Or otorgado por la revista de música francesa Diapason por la grabación de Rise and Fall of the City of Mahagonny de Kurt Weill.[29]
- 2012 - Incluido en la lista "Las 100 personajes del año" del periódico El País Semanal.[30]
- 2012 - Medalla de honor de la ciudad de Granada, España.[31][32]
- 2012 - Medalla de honor en la Fundación Rodríguez Acosta, España.[31]
- 2012 - Incluido en la lista "40 under 40" de Crain’s Magazine New York.[33]
- 2013 - Ganador del Premio Imagen de Granada[34]
- 2014 - Nombrado director del año por Musical America.[35]
- 2015 - Presse musicale internationale (PMI): Grand Prix Antoine Livio[36]
- 2015 - Nombrado Hijo Predilecto de la provincia de Granada.[37]
- 2016 - Nombrado “Embajador” de Granada[22]
- 2016 - Nombrado "Embajador" de Andalucía[22]
- 2016 - Premio Prestigio Turístico de Granada[38]
- 2017 - Nombrado primer "Director Laureado" de la Orchestra of St. Luke’s[39]
- 2018 - Distinguido como “Caballero de la Orden de las Artes y las Letras” (Chevalier de l'Ordre des Arts et des Lettres) del gobierno francés.[40]
- 2018 - "Embajador Solidario 2019” de la Fundación Ayuda en Acción
- 2019 - Dirige el concierto n.º 1000 de su carrera con la Karajan-Akademie der Berliner Philharmoniker
- 2019 - Medalla de Andalucía
- 2020 - Recibe tres premios Record Academy Awards otorgados por la revista japonesa Record Geijutsu
- 2021 - Nombrado Artista del Año 2021 por los premios ICMA
- 2024 - Premio Artístico. III Premios Teatro Real
- 2024 - Nombrado director del año (dirigent des jahres) por la revista Opernwelt

## Discografía
- 2008 - José Castel - La fontana del placer (Zarzuela in two acts, 1776). MAA Ediciones
- 2008 - Weihnachten en Europa. Glor Classics. Sono Music
- 2009 - Boccherini: Clementina (Zarzuela in two acts). Címbalo Producciones
- 2009 - Puerto: Boreas, Fantasía Primera. Trito
- 2009 - Bonno: L'isola disabitata. Compañía Teatro del Príncipe de Aranjuez.
- 2011 - Weill y Brecht: Rise and Fall of the City of Mahagonny. Teatro Real de Madrid. (DVD)
- 2011 - Schubert: Sinfonía N.º 7, Les Clefs de l´Orchestre - Jean François Zygel Naïve.
- 2011 - Nino Rota: Trombone Concerto. Frederic Belli. Hänssler Classic
- 2013 - Verdi: Baritone Arias. Plácido Domingo. Sony
- 2013 - Schubert: Sinfonías n.º 3 y 4. Freiburger Barockorchester. harmonia mundi
- 2014 - Mendelssohn: Sinfonía n.º 2 "Lobgesang". Symphonieorchester des Bayerischen Rundfunks. harmonia mundi
- 2014 - El Maestro Farinelli con Concerto Köln. Archiv
- 2014 - Donizetti: L’elisir d’amore (Blu-ray & DVD). Deutsche Grammophon.
- 2015 - Schumann : Violin Concerto, Isabelle Faust, Freiburger Barockorchester. harmonia mundi
- 2015 - Praetorius: Balthasar-Neumann-Chor und Ensemble. Archiv
- 2015 - Schumann: Concierto para Piano, Piano Trio N.º 2. Alexander Melnikov, piano, Jean-Guihen Queyras, violonchelo e Isabelle Faust, violín. harmonia mundi
- 2016 - Schumann: Concierto para violonchelo, Trío con piano n.º 1. Alexander Melnikov, piano, Jean-Guihen Queyras, violonchelo e Isabelle Faust, violín. Freiburger Barockorchester. harmonia mundi
- 2016 - Mendelssohn: Sinfonías n.º 3 y 4, con la Freiburger Barockorchester (galardonado con el Deutsche Schallplattenkritik Preis). harmonia mundi
- 2016 - Shostakóvich: Conciertos para violonchelo con Alisa Weilerstein y la Orquesta de la Radio Sinfónica de Baviera. Decca
- 2016 - Chaikovski: Sinfonía n.º 1 y La Tempestad de con la Orchestra of St. Luke’s. harmonia mundi
- 2016 - Verdi: La Traviata (DVD). C Major Entertainment
- 2016 - Sotelo: El Público (DVD). Naxos
- 2017 - Mendelssohn: Concierto para violín, Sinfonía n.º 5, Obertura de Las Hébridas. harmonia mundi
- 2017 - Monteverdi: Selva morale e spirituale. Con el Balthasar Neumann Choir and Ensemble. harmonia mundi
- 2017 - Wagner: Der fliegende Holländer (DVD). Teatro Real de Madrid. harmonia mundi
- 2018 - Bartók: Concierto para Orquesta, Concierto para Piano nº 3. Con el pianista Javier Perianes y la Münchner Philharmoniker. harmonia mundi
- 2018 - Debussy: La Mer, Le Martyre de Saint Sébastien. Con la Philharmonia Orchestra. harmonia mundi
- 2019 - Mendelssohn: Concierto para Piano nº 2 & Sinfonía nº 1. harmonia mundi
- 2019 - Manuel de Falla: El sombrero de tres picos, El amor brujo. harmonia mundi
- 2020 - Beethoven: Conciertos n.º 2 y 5 «Emperador». harmonia mundi
- 2020 - Beethoven: Symphony No. 9 & Choral Fantasy. harmonia mundi
- 2020 - Beethoven: Piano Concerto Nº 4 & Overtures. harmonia mundi
- 2021 - Stravinsky: Le Sacre du printemps – Eötvös: Alhambra Concerto. harmonia mundi
- 2022 - Schumann: The Complete Symphonies.  Münchner Philharmoniker. harmonia mundi
- 2023 - Jacob Mühlrad: Rems. Royal Stockholm Philharmonics. Warner Classics
- 2023 - Arnulf Herrmann: Tres canciones en la ventana abierta; Viaje de trance. Orquesta Sinfónica de la Radio de Baviera. BR Klassik
- 2023 - Schubert: Sinfonías N.º 5 & 7 «Inacabada». Freiburger Barockorchester. harmonia mundi
- 2024 - Pulcinella (Suite) – Falla: Master Peter’s Puppet Show & Harpsichord Concerto. Mahler Chamber Orchestra. harmonia mundi
- 2024 - Wagner: Parsifal (Live, Bayreuther Festspiele 2023) Deutsche Grammophon
- 2024 - Bruckner: Sinfonía nº 4 en Mi bemol Mayor «Romántica» harmonia mundi